# MoziloCMS
moziloCMS – darmowe oprogramowanie CMS (Content Management System), dostępne na zasadach licencji GPL (General Public License). System ten napisany został w języku PHP, a jego główną zaletą jest fakt, iż w przeciwieństwie do innych popularnych programów tego typu jak TYPO3 czy Joomla nie wymaga on bazy danych MySQL. Wszelkie treści publikowane na stronie użytkownika zapisywane są w plikach tekstowych. moziloCMS umożliwia dopasowanie wyglądu tekstu poprzez odpowiednie polecenia formatujące stosowane już np. w Wikipedii.
W zamyśle twórców moziloCMS ma być darmowym oraz łatwym w instalacji i obsłudze systemem zarządzania treścią dla osób prywatnych i małych firm. Nie wymaga on znajomości języka HTML lub PHP, a obsługiwany jest w wielu językach. Od grudnia 2009 roku dostępne jest polskie tłumaczenie moziloCMS.

## Wymagania techniczne
Aby zainstalować moziloCMS na serwerze, musi on posługiwać się PHP przynajmniej w wersji 4.3.2 lub wyższej. Opcjonalnie zainstalować można GD Library, co ułatwia kreowanie galerii fotograficznych.